# KBC Bank
KBC Bank este o bancă belgiană focalizată pe persoane fizice și companii mici și mijlocii. Compania mamă, KBC Group NV, este una din principalele companii din Belgia și una dintre cele mai mari grupuri financiare din Europa.
La finalul anului 2006, KBC a achiziționat pachetul majoritar de acțiuni în cadrul Romstal Leasing pentru suma de 70 milioane Euro.
KBC Lease este o sucursală a KBC Bank și este prezentă pe piața de leasing, renting, fleet management și a tranzacțiilor de refinanțare. În prezent (iunie 2008), KBC Lease are peste 1.500 de angajați și activează în 15 țări din Europa de Vest, precum și în țări din Europa Centrală și de Est.